# Tres vasos etruscs de bucchero nero al Museu Víctor Balaguer de Vilanova i la Geltrú
Un calze, un khyatos i una copa de ceràmica etrusca de bucchero nero dels segles VII-VI aC foren donats per l'acadèmic i especialista en numismàtica àrab Francisco de Paula Caballero Infante y Zuazo l'any 1885, a la Biblioteca Museu Víctor Balaguer de Vilanova i la Geltrú, on són catalogats amb els números 3292; 3243; 3289.

## Història
Lot de terrissa que arriba al Museu Balaguer, gràcies a la figura del seu fundador Víctor Balaguer i Cirera que degut a la seva experiència com, a parlamentari, acadèmic de la història i ministre, va moure un màxim de voluntats que l'ajudaren a ajuntar una quantitat nombrosa de donacions que li van facilitar poder reunir una gran col·lecció que, junt amb la Biblioteca, volien ser el rovell de l'ou d'un centre cultural que havia de ser capdavanter a Catalunya.
El col·leccionisme era l'eix del que es van anant alimentant tots els gran museus que anaven apareixent a l'Estat, durant el segle xix. El rescat i mostra de l'objecte era la finalitat de l'estudi històric.
Un d'aquests grans col·leccionistes i donant d'aquests vasos etruscs, va ser D. Francisco de Paula Caballero Infante y Zuazo, indià i sevillà d'adopció que ajuntà molts elements arqueològics i numismàtics, en la seva activitat professional a Sevilla i a València. La seva col·lecció és una de les que després formaren el Museu Arqueològic de Sevilla.

## Descripció

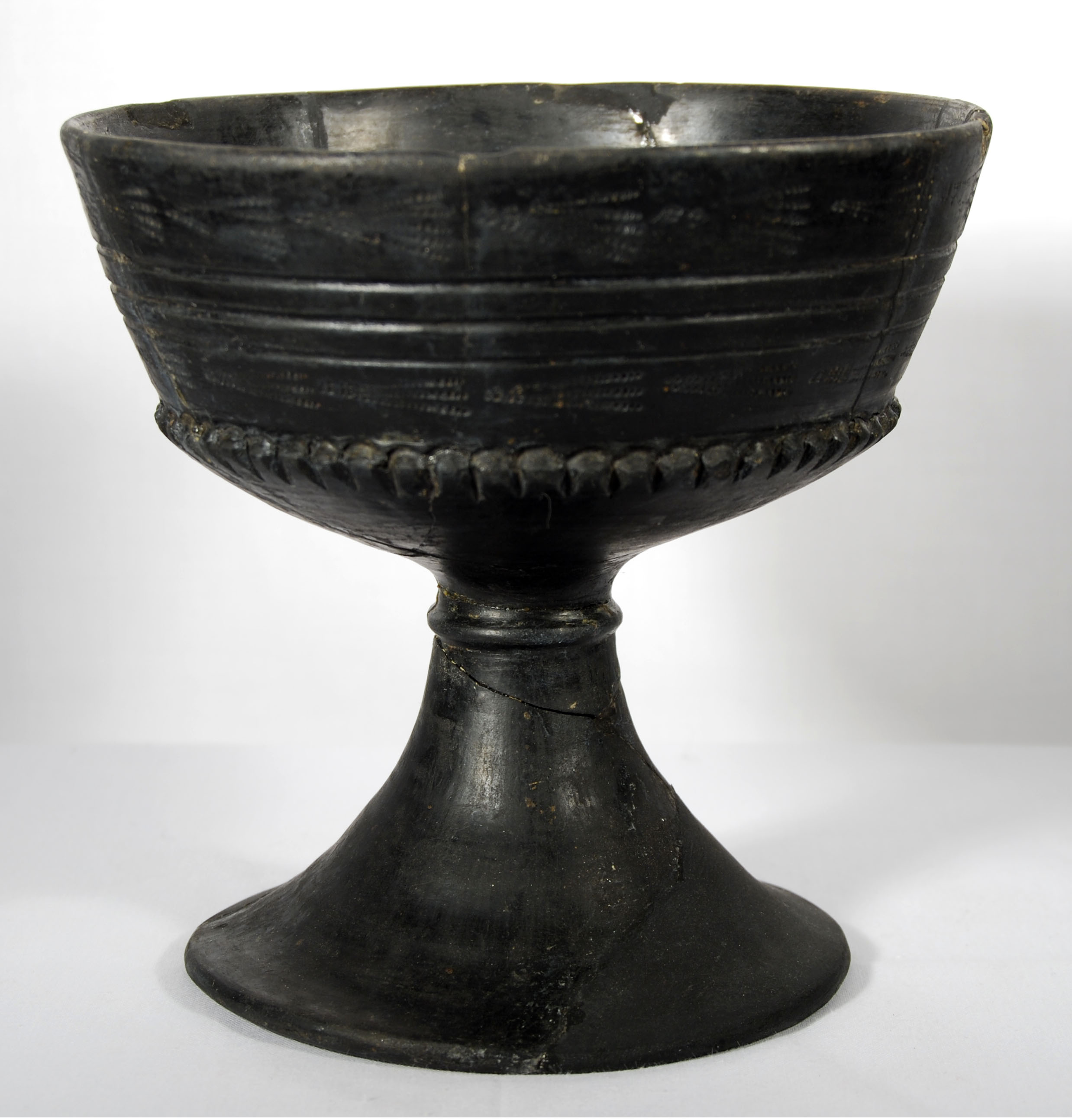
Calze etrusc de bucchero nero---BMVB, Núm. 3292

### Calze
Forma 2d de Rasmussen (4c de Ramage), de 13,5 cm d'alçada; diàmetre de boca de 14 cm; diàmetre del peu 10 cm; diàmetre de la carena, 12 cm; diàmetre de l'anella, 3 cm. Finals del segle VII aC.
Amb peu acampanat i vuit per dins, s'enlaira formant una anella de volta i mitja. Al damunt, la base forma una carena amb cresta, decorada amb osques que formen arcs de 0,5 x 0,7 cm. De la que puja la paret d'un cos en forma de tronc de con invertit, acabat en una vora amb un llavis senzill.
Restaurat de set fragments de pasta reduïda de gra fi, té un acabat superficial amb to metàl·lic que es pot definir com del tipus sutile. Decorat amb tres línies incises paral·leles que separen dos frisos, el superior és omplert amb 17 ventalls tancats formats amb cinc línies puntejades que s'obren a la dreta; i al fris inferior, altres 17 ventalls més petits fets amb tres línies.
És una peça que es pot considerar única a la península Ibèrica, segons lo publicat fins 
a les hores. Podem trobar ventalls oberts, o tancats en un fris, però no es coneix, en un calze, dos frisos de ventalls tancats en paral·lel. Només a Veio (Latium, Itàlia), podem veure aquesta combinació en un kotyle

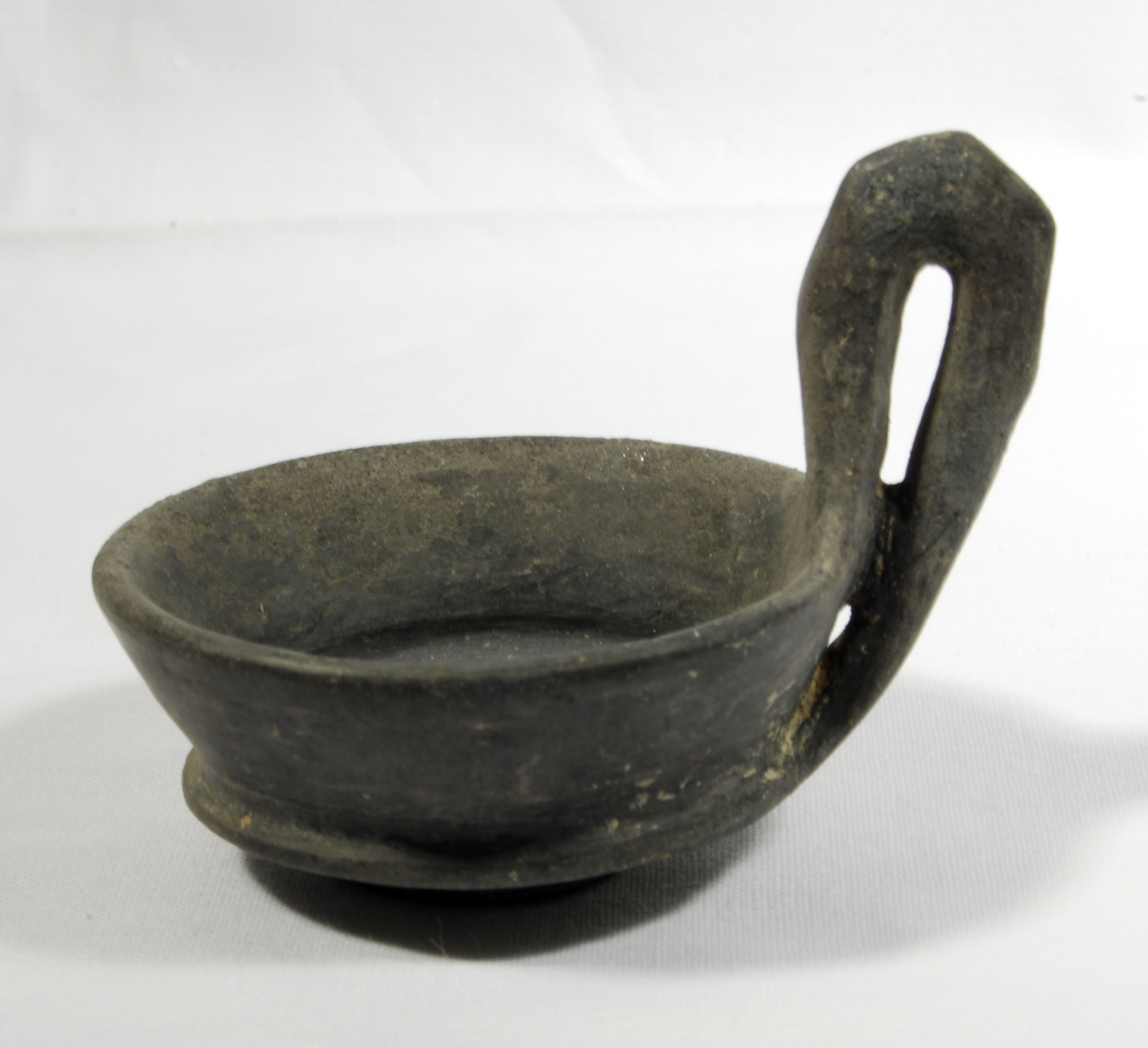
Khyatos etrusc de bucchero grigio---BMVB, Núm. 3243

## = Khyatos =
Forma 1e de Rasmussen. Té una alçada de 5,2 cm; diàmetre de la boca, 5 cm;
diàmetre de la carena, 4,5 cm; diàmetre de la base 2,5 cm; alçada de la nansa 6,5 cm.
Finals del segle VII aC.
És una llàntia, o llumenera de bucchero grigio, variant en miniatura del forma 4b de Rasmussen (6e de Ramage). Color gris amb tonalitats més fosques. La base és plana amb peu a disc. El perfil en general és troncocònic, amb una nansa sobrealçada crestada que tomba i es torna a soldar al cos en dos punts, per assolir més reforç, i una carena baixa, llisa i ben marcada.
És un tipus ben conegut en la fase etrusca del Latium, a on s'han trobat exemplars idèntics en l'antiga ciutat de Ceres (Cerveteri).

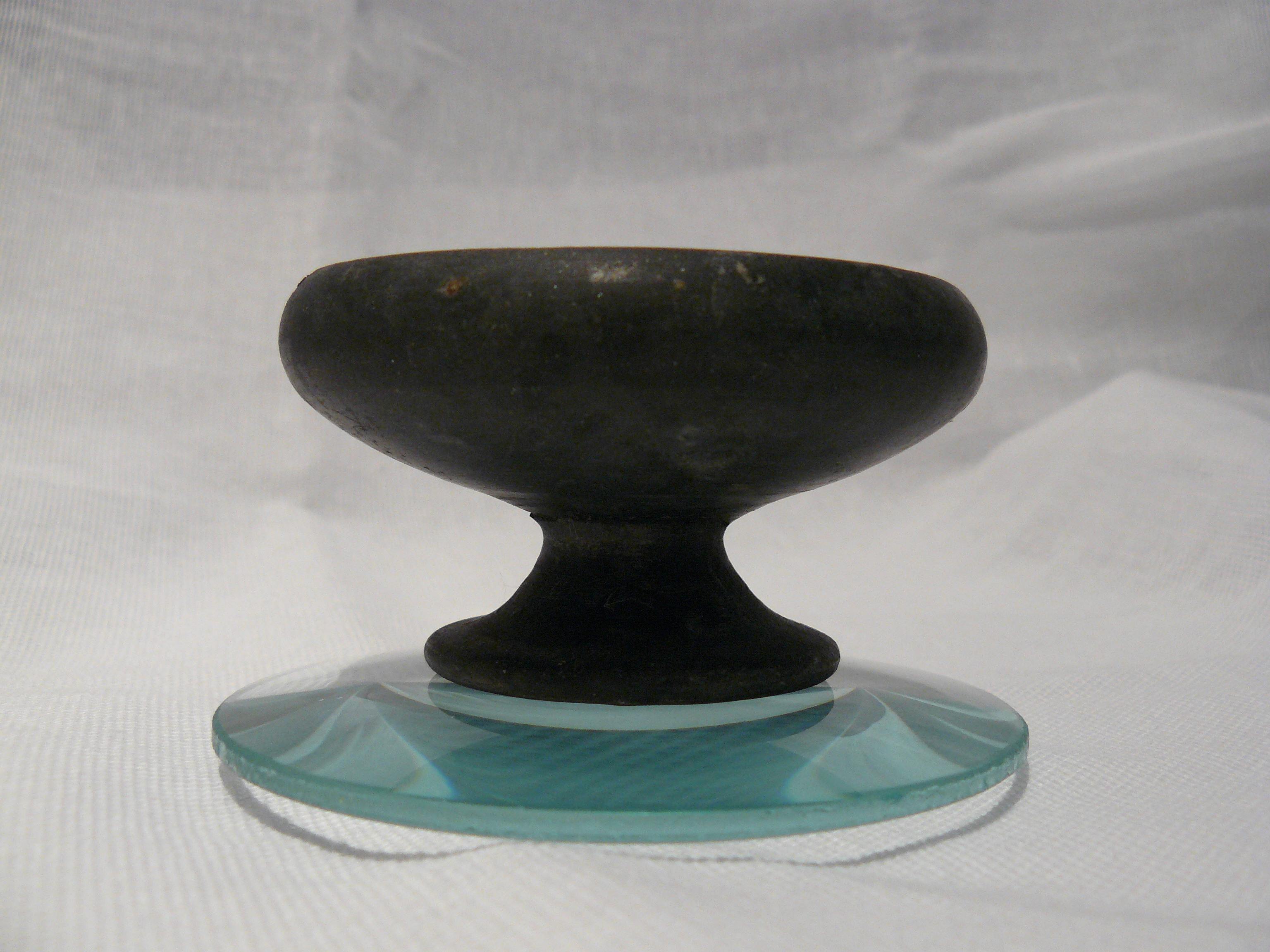
Copa etrusca de bucchero nero---BMVB, Núm. 3289.

## = Copa =
És una tipologia molt clàssica de la qual hi ha diverses mides. Aquesta és una de les petites, de les considerades de tipus transicional, pròpia del segon quart del segle vi aC.
Té una alçada de 5 cm; diàmetre de la boca, 8cm; diàmetre màxim 8,5 cm; peu de 5 cm de diàmetre i 2cm d'alçada. El peu és del mateix estil que el calze, amb una fonda concavitat que el buida en tota la seva alçada. Hi segueix un cos arrodonit i carenat que gira el llavi cap endins del vas. La pasta és de color negre, amb tons exteriors de color brillant i petits grans de desgreixant i brills de mica. Forma molt documentada a la vall del Fiora i d'Albenga.